# Micrambyx werneri
Micrambyx werneri là một loài bọ cánh cứng trong họ Cerambycidae.